# KP Chemik Police
KP Chemik Police – polski klub piłkarski z siedzibą w Policach, założony w 1968 roku.

## Stadion

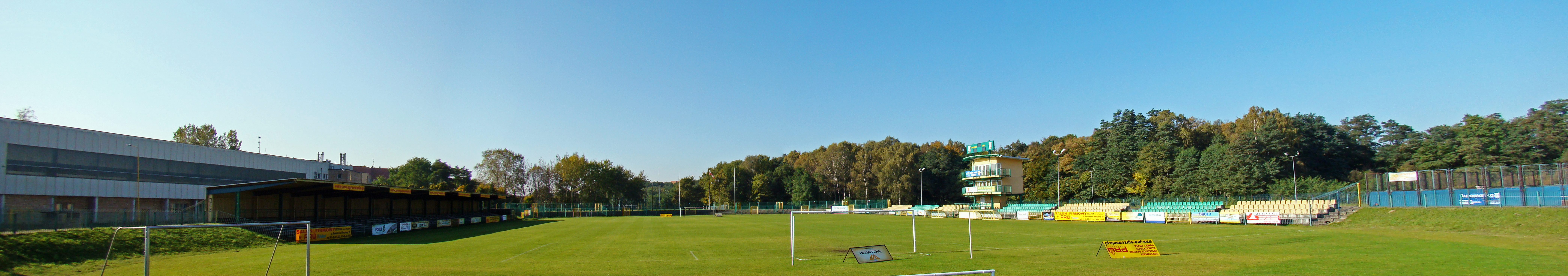
Stadion Miejski w Policach

Stadion Miejski w Policach ma pojemność 3200 osób, w tym 1500 siedzących i 1700 stojących.
oświetlenie: brak
trybuna kryta: tak
wymiary: 110 × 74,52 m
Obok boiska znajduje się orlik.

## Kadra
Sezon 2013/2014
| Nr | Poz. | Piłkarz               |
| -- | ---- | --------------------- |
| 12 | BR   | Przemysław Sztolcman  |
| 1  | BR   | Piotr Rusek           |
| 34 | BR   | Piotr Kotlarczyk      |
| 8  | OB   | Kamil Bieniek         |
| 15 | OB   | Michał Janicki        |
| 3  | OB   | Mateusz Nawrolski     |
| 16 | OB   | Marek Hajdukiewicz    |
| 5  | OB   | Dawid Bidny           |
| 2  | OB   | Błażej Szczupaczyński |
| 4  | OB   | Paweł Bącler          |
| 3  | OB   | Paweł Szewczykowski   |

| Nr | Poz. | Piłkarz              |
| -- | ---- | -------------------- |
| 13 | PO   | Mateusz Pakosz       |
| 14 | PO   | Michał Maśniak       |
| 7  | PO   | Bartosz Gołębiowski  |
| 18 | PO   | Patryk Skowron       |
| 9  | PO   | Rafał Krzyżanowski   |
| 19 | PO   | Leis Wahidi          |
| 6  | PO   | Paweł Krawiec        |
| 15 | PO   | Robert Zwoliński     |
| 17 | PO   | Łukasz Cyruk         |
| 11 | NA   | Adrian Chodorowski   |
| 10 | NA   | Krzysztof Filipowicz |

## Historia
Klub Sportowy „Chemik” w Policach powstał na bazie Klubu Sportowego „Promień”, zrzeszonego w federacji sportu Start.
W czerwcu 1967 roku zarząd klubu, obejmującego swoją działalnością w większości pracowników Zakładów Chemicznych Police, zwrócił się do Okręgowego Związku Zawodowego Chemików z prośbą o przyjęcie w poczet członków federacji Chemik. Rejestracji Klubu Sportowego Chemik przy Zakładach Chemicznych Police dokonano 2 marca 1968 roku.
Założycielami byli: Ireneusz Zdulski, Zygmunt Walkowiak, Zdzisław Franusz, Henryk Królak, Henryk Karczyński, Konrad Lapisa, Jerzy Morzycki, Stanisław Kopala, Roch Orzechowski, Włodzimierz Brzeziński, Zbyszko Musioł, Lech Banucha, Achilles Nucos, Kazimierz Pietrek, Edward Jędruch.
Pierwszą siedzibą klubu był hotel Zakładów Chemicznych Police na osiedlu IV. W momencie powołania KS Chemik istniały w klubie cztery sekcje: podnoszenia ciężarów, piłki nożnej, żeglarska i szachowa. W latach późniejszych powstały jeszcze sekcje: kolarska, łucznicza i piłki siatkowej.
W początkowym okresie działalność KS Chemik natrafiała na duże trudności, z uwagi na brak zaplecza sportowego. Ciężarowcy trenowali między innymi w piwnicach hotelu. Brakowało odpowiednich urządzeń sportowych i odpowiedniej sali gimnastycznej. Klub liczył w tym czasie około 300 członków, w liczbie tej byli zawodnicy czynnie uprawiający sport, jak również członkowie wspierający. Najbardziej prężną sekcją była piłka nożna, która zrzeszała 120 zawodników. Pierwsza drużyna w sezonie 1968/1969 awansowała po raz pierwszy do klasy okręgowej (Klasa A). Do jednych z ambitniejszych planów ówczesnego okresu należało dokończenie budowy pawilonu sportowego na stadionie w Policach. Budynek ostatecznie oddano do użytkowania pod koniec 1971 roku. Wykonano również oświetlenie boiska, wybetonowano plac przed pawilonem. W dniu 03.12.1972 roku oddano do użytku budynek siłowni wybudowany przez Z.Ch. Police.

## Sukcesy
- Sezony w Pierwszej Lidze[2] - 7
- Puchar Polski ZZPN[2] - 2019[3]
- Finalista Pucharu Polski ZZPN - 2007,2013[4][5]
- Mistrzostwo Polski Juniorów Młodszych[6] - 2011[7]

## Sekcja piłki nożnej
Od samego początku sekcja piłki nożnej była sekcja wiodącą. Pierwszymi trenerami, którzy zajmowali się szkoleniem piłkarzy byli: trener pierwszego zespołu seniorów Pan Ławicki oraz trener grup młodzieżowych Pan Jaskurzyński. Trenerzy ci nie mieli jednak odpowiednich uprawnień instruktorskich i w związku z tym klub zmuszony został do szkolenia kadry instruktorskiej. Trójka zawodników: Sobczak, Wosik i Furmanek oddelegowana została na kurs pomocników instruktora piłki nożnej. W tym czasie I drużyna, która przeszła z KS „Promień” zajmowała w A klasie 4. miejsce po rundzie wiosennej. KS „Chemik” poczynił w tym czasie szeroki nabór do sekcji piłki nożnej z młodzieży miasta Polic, okolic i kombinatu, wzmacniając rezerwy grające w B klasie. Klub posiadał 2 drużyny juniorów uczestniczące w rozgrywkach mistrzowskich województwa, które zajęły w rozgrywkach 4 i 7. miejsce.
Przy współpracy z powiatowym Ośrodkiem Sportu i Turystyki w Policach klub prowadził ligę międzyszkolną, a drużyna utworzona z najlepszych zawodników uczestniczyła w rozgrywkach ligi trampkarzy prowadzonej przez ZKS „Świt”. W stanie organizacyjnym na rok 1968 klub ze względu na brak warunków sportowo-bytowych (stadion bez szatni) i odpowiednich warunków finansowych nie był w stanie podołać opiece nad młodzieżą chętnie garnącą się do sekcji piłki piłkarskiej i podołania obowiązkowi zapewnienia należytej opieki nad wszystkimi chętnymi i utalentowanymi sportowcami.

### Sezon 1968/69
W sezonie 1968/69 drużyna zajęła I miejsce w A-klasie i awansowała do klasy okręgowej. Trenerem pierwszego zespołu był Remigiusz Ziemęcki trener I klasy. Do najlepszych zawodników należeli bracia Tadeusz i Janusz Ławiccy, Wosik, Więcek, Karczyński i Sobczak. Sekcja zatrudniała etatowo jednego trenera klasy I oraz 3 instruktorów.
Skład pierwszego zespołu stanowili wówczas: Karnacz, Sobczak, Maciejowski, Wosik, Karczyński, Kur, Więcek, Mielniczuk, Gacała, Płużyczka, Bernart, Tadeusz i Janusz Ławiccy.

### Sezon 1969/70
Pierwsza runda rozgrywek sezonu 1969/70 była bardzo pomyślna dla I zespołu, który zajął wysokie 3. miejsce ze stratą 3 punktów do prowadzących Czarnych Szczecin, co jak na beniaminka było dużym osiągnięciem. W końcowej rozgrywce sezonu 1969/70 Chemicy zajęli 4. miejsce. Najlepszymi strzelcami byli: M. Wiącek 7 bramek i J. Ławicki 6 bramek.
Kadra drużyny w tym czasie to: Kędzierski, Forycki, Gacała, Maciejewski, Nucos, Sobczak, Jakubczak, Haraburda, Zmarycz, Wosik, Karczyński, Wasiun, Wiącek, Ławicki, Mielniczuk, Paczkowski, Bernat, Gawryluk.

### Sezon 1970/71
Wyniki uzyskane przez zespół w sezonie 1969/70 przeszły najśmielsze oczekiwania. W perspektywie zakładano szybki awans do II ligi. Tymczasem start do sezonu 1970/71 wyłonił przed sekcją szereg nieprzewidzianych trudności. Wraz z odejściem trenera Ziemięckiego odeszło 7 czołowych zawodników sprowadzonych przez niego ze Szczecina, co od razu odbiło się na wynikach. Końcowy rezultat rundy jesiennej to 7 punktów i przedostatnia lokata w tabeli. W tym czasie klub dysponował 99 zawodnikami grającymi w czterech zespołach. Poza zespołem ligi okręgowej, rezerwy uczestniczyły w rozgrywkach klasy B, I drużyna juniorów przy lidze okręgowej i II drużyna przy klasie B. Rezerwy zajęły ostatnie miejsce w swojej grupie zdobywając tylko 4 punkty. Sytuacja tego zespołu była konsekwencją trudności kadrowej na jakie napotkał pierwszy zespół. Lepiej sytuacja przedstawiała się w drużynie juniorów (III miejsce po I rundzie przy lidze okręgowej dawało nadzieję na awans do I ligi juniorów).
Drużyny seniorów I i II trenował w tym czasie Janusz Ławicki. Młodzi zawodnicy nie byli jeszcze dostatecznie rutynowani i nie zawsze wytrzymywali trudy pojedynków. Widać było braki w przygotowaniu zimowym. Drużyny juniorów trenował Julian Gadzała, który oddał do seniorów kilku zawodników a mimo to zespół osiągał dobre wyniki. Świadczyło to o dobrej pracy z młodzieżą. Zespół pod kierunkiem grającego trenera J. Ławickiego skonsolidował się i obronił miejsce w klasie okręgowej zajmując ostatecznie 12. miejsce.

### Sezon 1971/72
Wkrótce Janusz Ławicki odszedł z zespołu przechodząc do ZKS „Świt” Skolwin. Trenerem drużyny został Jaroninek. Prowadził on zespół w jesiennej rundzie sezonu 1971/72. Zarząd zmienił go jednak po tym, jak zespół po rundzie jesiennej zajął ostatnie miejsce w tabeli. Na stanowisko trenera powołano byłego piłkarza „Pogoni” lat sześćdziesiątych Zygmunta Przybylskiego.
Powołano również nowy zarząd sekcji piłkarskiej, który przedstawiał się następująco: Klemens Bastecki, Mieczysław Mielniczuk, Waldemar Krauze, Zygfryd Ostrowski, Jan Paśko, Achilles Nucos, Eugeniusz Rabuski, Jerzy Dobrych.
Po raz pierwszy w historii zorganizowano również prawdziwy obóz przygotowawczy dla piłkarzy w Łomnicy Tatrzańskiej. W przygotowaniach do sezonu brało udział 31 zawodników: Karnacz, Czuryszkiewicz, Baryluk, Wasiun, Kaleta, Świder, Haraburda, Gliniecki, Gałwa, Białobrzeski, Bernat, Wiśniewski, Paczkowski, Płużyczka I, Płużyczka II, Cepowski, Bilczarek, Kowalski, Grzyb, Ciuchalski, Skoczylas, Bożek, Tymoszejko, Rybowski I,. Rybowski II, Nawrocik, Szymański, Jaszczak, Karczyński, Nęcki, Żółtowski.
Pierwszym symptomem poprawy był udział w corocznym zimowym „Pucharze Kuriera”. Po zwycięstwach nad: „Tarnowią” 7-0, „Starem” Trzebież 5-0, „Bałtykiem” Łobno 3-0, „Stalą” Lipiany 2-0, „Stalą” Stocznia II 6-3, „Polonią” Gryfino 6-5, w półfinale pokonali „Grunwald” Choszczno 1-0 po bramce Cepowskiego i zakwalifikowali się do finału „Pucharu Kuriera”.
26 marca 1972 r. do decydującej walki stanęły jedenastki Chemika i Orła Trzcińsko Zdrój. Wygrali piłkarze Orła w stosunku 1-0 po bramce Szweda w 66 minucie. W sezonie klasyfikacji sezonu 1971/72 I zespół zajął ostatecznie 12. miejsce.
Skład zespołu przedstawiał się następująco: Karnacz, Kaleta, Wasiun, Świder, Szymański, Wiśniewski (Gliniecki), Płużyczka, Paczkowski, Gałwa, Cepowski, Bernat.

### Sezon 1972/73
Po rundzie jesiennej sezonu 1972/73 zespół „Chemika” zajmował dopiero 7. miejsce z pięciopunktową stratą do lidera. Zaszły też w zespole znaczne zmiany. Odeszli tacy zawodnicy jak: Paczkowski, Cepowski, Płużyczka I, Haraburda, Białobrzeski, Bernart, Wiśniewski, Kowalski a trzon drużyny stanowili: Karnacz, Ciszak, Kaleta, Wasiun, Wojciechowski, Świder, Lemański, Kucki, Szymański, Gałwa, Ziółkowski, Karczyński, Jusza, Płużyczka II, Bednarek I, Bednarek II, Jabłoński, Głowacki.
Trener Przybylski zakładał zdobycie 3-4 miejsca na koniec rozgrywek, i co prawda nie udało się to, ale zajmując 6 pozycję, mając tylko 2 punkty straty do 3 miejsca zespół spełnił swoje zadanie i poczynił znaczne postępy tak pod względem taktycznym, jak i technicznym. Zespół stanowili młodzi piłkarze z roczników 1950–54. Widać już było dobrą pracę Z. Przybylskiego i J. Gadzały, którego młodzi wychowankowie trafiali z juniorów do I zespołu np.: Nęcki, Ciszak, Szymański, Płużyczka II, Karliński i inni. Zespół rozegrał w sumie 25 spotkań z czego 13 wygrał, 4 zremisował i 9 przegrał. Królem strzelców został Mieczysław Bednarek (26), na drugim miejscu uplasował się M. Jusza (17), na trzecim Płużyczka (16). Najwięcej spotkań rozegrali: Wasiun (51), Kaleta (49), Płużyczka (48) oraz Bednarek (48).

### Sezon 1973/74
W sezonie 1973/4 pierwsza drużyna zajęła 2. miejsce za Stalą Stocznia Szczecin. Juniorzy zajęli drugie miejsce a trampkarze pierwsze. W stosunku do sezonu 1972/73 zrobiono dalszy postęp w wyszkoleniu sportowym, przyjęto 6 nowych zawodników do I zespołu co wzmocniło bojowość zespołu. Jedynym mankamentem był rak rutyny, doświadczenia i odporności psychicznej. Główne atuty juniorów to: szybkość, bojowość, ambicja i dobre warunki fizyczne. Najwięcej bramek w rozgrywkach 1973/74 zdobyli: M. Jusza (26), J. Szymański (16), J. Nęcki (11). Najwięcej meczów rozegrali J. Szymański (50), E. Wasiun (49), H. Ciszak (49).
Był to zespół młody rokujący stały postęp sportowy. Przeciętna wieku 20 lat, mający szansę w przyszłym sezonie walczyć o mistrzostwo klasy okręgowej. Zakładano wzmocnienie zespołu przede wszystkim z zewnątrz drugim bramkarzem Leszek Bolcy – Błękitni Stargard i Zdzisław Cholewa – „Pionier”. W obecnym sezonie pozyskano J. Pośpieszyńskiego i powrócił do gry kontuzjowany Głowacki. Z zespołu odeszli natomiast Karnacz, Kucki, Wojciechowski, Bednarek. Spośród młodych zawodników prowadzonych przez trenera Ostrowskiego do najlepszych należeli Radziwanowski, Miler, którzy grali już w klasie okręgowej oraz Łapko, Mamiński i Nowald. W kadrze okręgowej juniorów byli oprócz tego Roman Nowald, Mirosław Kopera i Jerzy Mamiński oraz potencjalni kadrowicze Jerzy Sobczak i Waldemar Lis. Trenerem I zespołu był ówcześnie Zygmunt Przybylski.

### Sezon 1974/75
Sezon piłkarski 1974/75 zawodnicy chemika zakończyli na 4. miejscu z dorobkiem 33 punktów. Nie był to wynik satysfakcjonujący władze klubowe i kibiców, bowiem apetyty po ubiegłorocznym sukcesie były znacznie większe. Liczono na I miejsce i walkę o II ligę. Byłby to prawidłowy rozwój, wynikający również z lepszych warunków stworzonych kadrze piłkarskiej. W przekroju całego sezonu drużyna nie stanowiła jednak monolitu, nie było zgranego kolektywu, powstawały w zespole różnego rodzaju konflikty, brakowało również umiejętności czysto piłkarskich. Zmusiło to zarząd do zrezygnowania z trenerskiej pracy Z. Przybylskiego. Uczyniono to w końcówce rozgrywek i ostatnie 4 mecze drużyna grała bez trenera. Wpływ na obniżenie bojowości miało również odejście w trakcie sezonu dwóch czołowych zawodników Juszy i Szymańskiego. Stanowisko trenera powierzono Ireneuszowi Sarzyńskiemu trenerowi I klasy państwowej, byłemu koordynatorowi pracy w sekcji piłki nożnej. Lepiej sprawowali się juniorzy, którzy pod wodzą trenera Ostrowskiego awansowali do I ligi a trampkarze zajęli w swojej grupie 1. miejsce. W celu dopływu utalentowanej młodzieży do sekcji piłkarskiej „Chemika” podpisano porozumienie między Klubem Środowiskowym SZS AZS „Chrobry” Szczecin a Klubem Sportowym „Chemik” Police. W zamian za pomoc w sprawach organizacyjno finansowych do „Chemika” przechodzą utalentowani młodzi piłkarze.

### Sezon 1975/76
Sezon piłkarski 1975/76 był bardzo trudny dla piłkarzy KS „Chemik”. Wywalczone miejsca w tabelach potwierdzały w całej pełni powyższe określenie, gdyż I drużyna walcząca w klasie okręgowej zajęła dalekie 7. miejsce, a juniorzy w I klasie juniorów 8. miejsce. Trenerem zespołu był Ireneusz Sarzyński, a kierownikiem zespołu Stanisław Włodarczak. Po sezonie 1975/76 Trener J. Sarzyński zrezygnował z prowadzenia zespołu i przeszedł na stanowisko trenera koordynatora w Okręgowym Związku Piłki Nożnej.
Kadrę pierwszego zespołu stanowili: Waldemar Bodnia, Mieczysław Bednarek, Henryk Ciszak, Krzysztof Dorcz, Jerzy Dziura, Andrzej Jabłoński, Jan Gęsior, Jerzy Gałwa, Jan Głowacki, Bohdan Górski, Waldemar Lis, Andrzej Modrak, Jerzy Mamiński, Mirosław Masicz, Zbigniew Ościłowski, Jerzy Pośpieszyński, Edward Sosnowski, Edmund Wasiun.

### Sezon 1976/77
W sezonie 1976/77 zespół zajął 4. miejsce w klasie okręgowej z dorobkiem 35 pkt. Po pierwszej rundzie Chemicy mieli tylko 6 punktów straty i gdyby wiosna była lepsza była szansa nawiązania walki z Błękitnymi Stargard, którzy zajęli pierwsze miejsce. Trenerem zespołu po rezygnacji Sarzyńskiego został Ryziewicz trener I klasy państwowej. Również w tym roku zespół „Chemika” Police walczył w finale „Pucharu Kuriera”, przegrywając w dwumeczu z Iną Goleniów. Po pierwszym remisowym meczu w Policach, w Goleniowe przegrano w rzutach karnych 4-3 (w normalnym czasie gry było 1-1). Trenerem koordynatorem sekcji był trener klasy mistrzowskiej Zygmunt Czyżowski.

### Sezon 1977/78
W sezonie 1977/78 szkoleniem objętych było około 130 zawodników. W trzech kategoriach wiekowych:
I drużyna seniorów klasy wojewódzkiej – trener Trywiański, asystent J. Ostrowski
II drużyna seniorów klasa A – Instruktor Julian Kowalczyk
I liga juniorów – trener Władysław Arasimowicz
II liga juniorów przy klasie wojewódzkiej – Instruktor Andrzej Jabłoński
Trampkarze starsi – trener Władysław Arasimowicz, a później instruktor J. Ostrowski.
Trampkarze młodsi – Instruktor Ryszard Przybyszewski
Trenerem koordynatorem sekcji był trener Andrzej Trywiański. Zespół trenowany przez Andrzeja Trywiańskiego, który zastąpił na tym stanowisku Zbigniewa Ryziewicza, zajął ostatecznie na koniec rozgrywek 2. miejsce w klasie okręgowej. W planach na sezon 1978/79 założono awans I zespołu do ligi międzywojewódzkiej i temu celowi podporządkowano wiele działań organizacyjno-finansowych. Awans miał być prezentem na dziesięciolecie istnienia klubu. Rozpoczęto również w klubie w dość szerokim zakresie pracę szkoleniową z młodzieżą, która powinna w przyszłości przynieść efekty w postaci własnych wychowanków do I zespołu.

### Sezon 1978/79
Również drugie miejsce zajęła drużyna „Chemika” w sezonie 1978/79 ustępując w końcowej klasyfikacji Błękitnym Stargard. Znowu nie spełniły się nadzieje kibiców i zarządu klubu. Za to najmłodsi adepci sztuki piłkarskiej na turnieju z okazji Międzynarodowego Dnia Dziecka w Pyrzycach zdobyli I miejsce zdobywając Puchar Naczelnika Miasta.

### Sezon 1979/80
Do sezonu 1979/80 drużyna wraz z trenerem przygotowywała się jeszcze solidniej i razem założyła, że to trzecie z kolei podejście musi się udać. Świadczy to o tym, już pierwsza jesienna runda. KS „Chemik” zajmował po jesieni pierwsze miejsce.
W jesiennych rozgrywkach zespół występował w następującym składzie: Ciszak, Chila, Opara, Dziura, Górski, Grzelka, Kasprzak, Kubaczyk, Maciejewski, Madrak, Masicz, Mamiński, Ratajczyk, Szczepański, Sztolcman, Podobiński, Talarewski, Wasiun, Żółtowski, Jankowski.
Zespół stracił w tej rundzie tylko dwa punkty. Trzecie podejście do Ligi Międzywojewódzkiej zakończyło się sukcesem. Pierwszy zespół zajął ostatecznie pierwsze miejsce w lidze okręgowej i awansował do III ligi z dużą przewaga punktowa nad rywalami. Niestety decyzją władz piłkarskich nastąpiła reorganizacja III ligi. Drużyna „Chemika” o awans musiała rozegrać baraże. W pierwszym spotkaniu pokonała drużynę Grunwaldu Choszczno 2-0 po bramkach Masicza. Następną przeszkodą była drużyna Polonii Leszno – niestety mecz ten zakończył się porażką „Chemika” w stosunku 3-0. Warto tu nadmienić, iż w normalnym czasie wynik brzmiał 0-0 i dopiero w dogrywce drużyna Polonii Leszno zapewniła sobie zwycięstwo. Tak więc marzenia o III lidze mogły się ziścić dopiero za rok.
Rok ten to również sukces polickiej młodzieży. Uczniowie klasy sportowej o profilu piłkarskim pod patronatem KS „Chemik” Police zdobyli mistrzostwo województwa szkół podstawowych – opiekunami zespołu byli A. Jabłoński i W. Arasimowicz. Także juniorzy „Chemika” pod wodza trenera Szaramy po raz pierwszy awansowali do ligi międzywojewódzkiej. Tak więc gdyby I zespół awansował do III ligi rok 1980 można by było nazwać najlepszym rokiem w dotychczasowej działalności klubu. Trenerem I zespołu był Andrzej Trywiański, prezesem Klubu – Mieczysław Lewandowski, a urzędującym wiceprezesem polickiego klubu był Henryk Wojciechowski.

### Sezon 1980/81
W końcowej klasyfikacji Chemik uplasował się na drugim miejscu za Flotą Świnoujście.
W tym sezonie karierę piłkarską zakończył wieloletni kapitan polickiego zespołu Edmund Wasiun. Pan Edmund grał w barwach Chemika 12 lat, rozegrał 318 meczów mistrzowskich, strzelił 44 bramki z czego 28 z rzutów karnych.
Kadra pierwszego zespołu Chemika: Henryk Ciszak, Roman Jurga, Andrzej Gąsior, Bogdan Górski, Zbigniew Kasprzak, Andrzej Kurpiel, Tadeusz Kurowski, Jerzy Mamiński, Andrzej Madrak, Mirosław Masicz, Stanisław Mazur, Zbigniew Opara, Jacek Podobiński, Janusz Słomian, Janusz Szczepański, Przemysław Sztolcman, Wiesław Talarewski.

### Sezon 1981/82
Pierwsze miejsce w tabeli i awans do III ligi. Henryk Wojciechowski – wiceprezes urzędujący KS Chemik. Jerzy Jatczak – trener. Andrzej Bienias – wiceprezes ds. sportowych. Jan Paśko – kierownik drużyny.
Finał o Puchar Kuriera Szczecińskiego z Pogonią II Szczecin 1-0 i 2-1 – puchar dla Chemika.
Kadrę drużyny stanowili następujący zawodnicy: Boguszewski Leszek, Ciarka Krzysztof, Ewangelopulos Janis, Górski Bogdan, Jurga Roman, Rulewicz Jacek, Zalewski Janusz, Chaberski Mieczysław, Sokołowski Jerzy, Stolcman Przemysław, Szczepański Janusz, Talarewski Wiesław, Zawada Krzysztof, Ciszak Henryk, Kasprzak Zbigniew, Kurpiel Andrzej, Mamiński Jerzy, Masicz Mirosław, Mazur Stanisław, Podobiński Jacek, Puciato Andrzej.

### Sezon 1982/83
III liga. Awans do II ligi. Chemik kończy rozgrywki na pierwszym miejscu z 3 punktową przewagą nad drugą Wartą Poznań. W sezonie tym potwierdzeniem dobrych występów było również wywalczenie w zimę w okresie przygotowawczym Pucharu Kuriera Szczecińskiego. Prezesem urzędującym polickiego klubu był Henryk Wojciechowski, trenerem Jerzy Jatczak.
Awans do II ligi wywalczyli: bramkarze – Mirosław Fabiszewski i Henryk Ciszak, obrońcy – Marek Anioła, Jerzy Sokołowski, Andrzej Kurpiel, Bogdan Górski, Mirosław Krupa, Janusz Szczepański, rozgrywający i napastnicy – Mirosław Masicz, Andrzej Puciato, Zbigniew Kropidłowski, Stanisław Mazur, Leszek Boguszewski, Przemysław Sztolcman, Waldemar Żuraw, Jacek Chila, Jacek Podobiński, Jarosław Kuczer, Andrzej Krzewicki oraz Zbigniew Kasprzak.
W ostatnich rozgrywkach najlepszym strzelcem był Mirosław Masicz, zdobywca 14 bramek, z czego aż 9 uzyskał z wolnych. W wyjazdowym meczu z Chrobrym w Głogowie popisał się rzadko spotykanym hat-trickiem, strzelając 3 gole właśnie z wolnych. Juniorzy Chemika zdobyli Puchar Głosu Szczecińskiego.

### Sezon 1983/84
II liga. Chemik kończy rozgrywki na 9. miejscu. Najwięcej bramek w sezonie strzelił Zbigniew Kropidłowski 5, Jerzy Sokołowski, Krzewicki Andrzej, Puciato Andrzej po 4 oraz Mazur Stanisław 3. Karierę w tym sezonie zakończył między innymi Mirosław Masicz. Utrzymanie piłkarze Chemika wywalczyli dopiero w ostatnim spotkaniu z Piastem Gliwice.
Prezes klubu Henryk Wojciechowski, tak podsumował zakończony sezon: „Wspomnę choćby o odejściu filara defensywy, Jerzego Sokołowskiego, perturbacjach z zatwierdzeniem Przytuły i Szwabowicza, kontuzjach Chopci, Górskiego i Kuczera. Kontuzja Chopci była tak poważna, że nie zobaczymy go także w rundzie jesiennej. Nie zagra w zespole Andrzej Krzewicki, który zasilił jeden z klubów w Szwecji. Odszedł od nas do Lubuszanina Drezdenko, Niecko. Aby wypełnić powstałe luki pomyśleliśmy o nowych zawodnikach. I tak pozyskaliśmy Mirosława Żygo. Jest to 26-letni napastnik, który przyszedł do nas z Sokoła Ostróda. Chęć gry w Chemiku wyraził były nasz wychowanek Marian Jusza, który grał między innymi w Arkonii, a ostatnio w Błękitnych Kielce. W nasze strony powrócił także Jerzy Mostowski, były zawodnik Stali Stocznia, a od roku Zagłębia Lubin. Obaj ci piłkarze nie należą do najmłodszych, ale ich rutyna i doświadczenie może się przydać. Kolejny nabytek to pomocnik Gwardii Opole – Jan Maziarz oraz 18-latek z Mirostalu Mirosławiec – Robert Żolik. Poza tym duży pożytek powinniśmy mieć z naszych wychowanków – Janisa Ewangelopulosa, Jacka Chili i Leszka Boguszewskiego, którzy ligowy debiut mają już za sobą.
Mamy drużynę juniorów, która występuje w lidze międzywojewódzkiej oraz zespół juniorów przy „A” klasie i drużynę spartakiadową. Do tego dochodzi jeszcze zespół rezerw i 5 drużyn trampkarzy. W sumie w sekcji trenuje 230 zawodników”.

### Sezon 1984/85
II liga. Udany występ w Pucharze Polski wygrana z Wartą Poznań 0-0 (w karnych 5-4), Czarnymi Słupsk 1-0 doprowadziła drużynę Chemika do 1/16 Pucharu Polski, gdzie policzanie spotkali się z zespołem GKS Katowice występującym w I lidze. Niestety w pojedynku rozgrywanym na polickim stadionie lepsi okazali się goście wygrywając 1-0. Policzanie mogli strzelić bramkę – poprzeczka po strzale Andrzeja Puciaty i niewykorzystany przez tego samego zawodnika rzut karny przesądził o odpadnięciu z tej fazy rozgrywek pucharowych. W lidze ostatecznie Chemik kończy rozgrywki na 15. miejscu i spada do III ligi.
Przed inauguracją rozgrywek zespół trenera Jerzego Jatczaka został wzmocniony kilkoma rutynowanymi piłkarzami, między innymi Mostowskim, Juszą i Żygą. Wydawało się wówczas, że teraz kibice ze spokojem śledzić będą poczynania swoich pupilów. Jeszcze na półmetku rozgrywek sytuacja Chemika nie wróżyła tragedii. Policzanie z sumą 14 punktów zajmowali 8 pozycję w tabeli i wyprzedzali swego lokalnego rywala zespół Stali Stocznia. Począwszy od wiosny policzanie miast powiększać konto punktowe, przegrywali mecz za meczem. Na skutki nie trzeba było długo czekać. Chemik dość szybko wylądował w dolnych rejonach tabeli. Działacze chcąc ratować sytuację zastosowali powszechnie znany wariant – zmianę na stanowisku trenera. Po Jerzym Jatczaku funkcję szkoleniowca objął Wiesław Durda.
Z dniem 1 lutego 1985 funkcję urzędującego prezesa Klubu objął Jerzy Fydrych. Pełniący tę funkcję dotychczas Henryk Wojciechowski przejął obowiązki szefa obiektów sportowych. Juniorzy Chemika zdobyli Puchar Głosu Szczecińskiego pokonując w finale Stal Stocznia 2-0.

### Sezon 1985/86
III liga. W końcowej klasyfikacji Chemik zajmuje 2. miejsce za Stilonem Gorzów ze stratą 1 punktu. Do najlepszych strzelców drużyny należeli: Mazur Stanisław 10, Kropidłowski i Henning 8, Marian Jusza 7. Trenerem przez całą rundę rozgrywek był Wiesław Durda, asystentem Ryszard Przybyszewski, masażystą Krzysztof Kowalczyk. W rundzie zimowej pozyskano trzech nowych zawodników: Mirosław Lewandowski z Piasta Chociwel, Zenon Oleniszyn, Gwizuń i Tomasz Ptaszyński z rezerw Pogoni Szczecin.

### Sezon 1986/87
III liga. Chemik ponownie kończy rozgrywki na 2. miejscu, tym razem przegrywa rywalizację o awans ze Stalą Stocznia Szczecin gorszym bilansem bramkowym. Do najlepszych strzelców drużyny należeli: Gwizuń Janusz 11, Mazur Stanisław 7, Henning Tadeusz 5. Trenerem przez całą rundę rozgrywek był Wiesław Durda. Bramkarz Chemika, Jacek Chyła, ustanowił rekord polski w czasie bez straty gola, wynoszący 1260 minut (liczący jedno-ostatnie spotkanie z sezonu 1885/1986 oraz wszystkie 13 meczów rundy jesiennej sezonu 1986/1987).

### Sezon 1987/88
III liga. Przed inauguracją sezonu z drużyną pożegnał się długoletni bramkarz Chemika Henryk Ciszak, który postanowił zakończyć karierę sportową. Bardzo udany sezon Chemika, który kończy się zajęciem I miejsca i awansem do II ligi. Do najlepszych strzelców drużyny należeli: Adamkiewicz Robert, Ostrowski Grzegorz 7, Henning Tadeusz 6, Jaskulski Waldemar 5. Udanie występowali również juniorzy polickiego klubu, którzy zdobyli w zimowym turnieju Puchar Głosu Szczecińskiego pokonując w meczu finałowym piłkarzy Hutnika Szczecin 4-0. Trenerem przez całą rundę rozgrywek był Wiesław Durda, który na trzy kolejki przed końcem spotkań został zastąpiony przez Ryszarda Przybyszewskiego.
Przed rundą wiosenną do zespołu po dwuletniej przerwie spowodowanej występami w drugoligowej Ślęzie Wrocław powrócił Marek Anioła. Linię pomocy wzmocnił Waldemar Jaskulski pozyskany z Chemika Bydgoszcz.
Kadra zawodników przed rundą wiosenną: bramkarze – Mirosław Dygas, Krzysztof Klein i Krzysztof Ciarka, obrońcy – Tadeusz Henning, Zbigniew Kamiński, Grzegorz Ostrowski, Jan Gołębiowski, Janusz Szczepański, Czesław Jurkiewicz, Dariusz Najgebauer, Marek Anioła, pomocnicy i napastnicy – Leszek Białas, Tomasz Oleszek, Zenon Oleniszyn, Andrzej Ostański, Jerzy Błaszczyk, Zbigniew Kropidłowski, Marek Włoch, Robert Adamkiewicz, Paweł Matunin, Mirosław Lewandowski, Waldemar Jaskulski, Andrzej Krzewicki, Jerzy Słonina.

### Sezon 1988/89
II liga. Występy na II-ligowych boiskach Chemik kończy na 12. miejscu, które niestety zagrożone jest spadkiem do niższej klasy rozgrywkowej w wyniku zaproponowanej przez PZPN reorganizacji rozgrywek. Do najlepszych strzelców drużyny należeli: Ostański, Jaskulski 4, Kornak 3, Ostrowski, Oleniszyn, Bajdalski po 2. Juniorzy Chemika zdobyli Puchar Głosu Szczecińskiego.
Kadra zawodników przed sezonem: Adamkiewicz Robert, Anioła Marek, Białas Leszek, Błaszczyk Jerzy, Ciarka Krzysztof, Dygas Mirosław, Gołębiowski Jan, Henning Tadeusz, Waldemar Jaskulski, Kamiński Zbigniew, Klein Krzysztof, Kropidłowski Zbigniew, Lewandowski Mirosław, Najgebauer Dariusz, Oleniszyn Zenon, Oleszek Tomasz, Ostański Andrzej, Ostrowski Grzegorz, Szczepański Janusz, Włoch Marek i Andrzej Wójcicki. Trenerem jest Roman Sługocki.

### Sezon 1989/90
III liga. Rozgrywki Chemik kończy na 3. miejscu za Ostrovią Ostrów i Elaną Toruń. Do najlepszych strzelców drużyny należeli: Kornak Władysław 12, Lewandowski Mirosław 11, Ostrowski Grzegorz 8. Karierę w grudniu 89 zakończyli długoletni piłkarze Chemika: Marek Anioła, Janusz Szczepański i Marek Włoch.

### Sezon 1990/91
III liga. Pierwsze miejsce i awans do II ligi. Do najlepszych strzelców drużyny należeli: Białas Leszek 18, Bajdalski Mieczysław 16, Bonalski Dariusz, Mindziul Sebastian po 7.

### Sezon 1991/92
II liga. Chemik od połowy sezonu zmienia nazwę na Polger Police. Na koniec rozgrywek zajmuje 14 pozycję w tabeli. Do najlepszych strzelców drużyny należeli: Bajdalski 8, Kęsy 4, Leonidov 2. Trenerem I zespołu Chemika-Polgeru był Jerzy Jatczak, kierownikiem drużyny Waldemar Echaust, szefem wyszkolenia Eugeniusz Ksol, zaś masażystą Zbigniew Dąbrowski.
Kadra piłkarzy Polgeru na wiosnę 1992: Dygas Mirosław, Kamiński Robert, Ostrowski Grzegorz, Leszek Białs, Adamkiewicz Robert, Rembisz Józef, Dąbrowski Jerzy, Kropidłowski Jerzy, Bajdalski Mieczysław, Sładkiewicz Zbigniew, Gwizuń Janusz, Szmit Mariusz, Kałużny Artur, Blasius Piotr, Kęsy Dariusz, Kurowski Marcin, Cecot Edward, Rybak Ireneusz, Wereszczyński Krzysztof

### Sezon 1992/93
II liga. Drużyna występuje pod nazwą Polger Police. Prezesem jest Jerzy Kobylański. Trenerem przez część rozgrywek jest Władimir Nigmatulin. Na cztery kolejki przed zakończeniem sezonu obowiązki trenera I zespołu powierzono Mirosławowi Masiczowi. Polger ostatecznie zajmuje przedostatnią pozycję w tabeli (17) i spada do III ligi. Do najlepszych strzelców drużyny należeli: Leonidov 10, Kamiński Andrzej 5, Oleszek Tomasz 4.
Kadra piłkarzy Polgeru przed sezonem:
Bramkarze: Kamiński Robert, Mordal Grzegorz
Obrońcy: Sikorski Andrzej, Rembisz Józef, Zdrojewski Sylwester, Pacholik Adam, Oleszek Tomasz, Cecot Edward, Blasius Piotr
Pomocnicy: Białas Leszek, Kropidłowski Zbigniew, Rybak Ireneusz, Szmit Mariusz, Lechowicz Jacek, Skorupa Krzysztof, Leonid Leonidov, Janis Wakatinakis, Korotkiewicz Przemysław
Napastnicy: Hodoronok Jurij, Runo Mariusz, Kurowski Marcin, Ciarka Piotr, Ginał Jarosław
Kadra piłkarzy Polgeru przed rundą rewanżową:
Bramkarze: Dygas Mirosław, Mordal Grzegorz
Obrońcy: Zientek Tomasz, Rembisz Józef, Zdrojewski Sylwester, Pacholik Adam, Oleszek Grzegorz, Oleszek Tomasz, Cecot Edward, Blasius Piotr
Pomocnicy: Białas Leszek, Szmit Mariusz, Leonid Leonidov
Napastnicy: Kęsy Dariusz, Kurowski Marcin, Ciarka Piotr, Kamiński Andrzej

### Sezon 1993/94
III liga. Powrót do nazwy Chemik Police, klub przejmuje miasto i w nazwie pojawia się dopisek: Miejski Klub Sportowy Chemik Police. 6. miejsce na koniec rozgrywek. Do najlepszych strzelców drużyny należeli: Rembisz 12, Mindziul 7, Zdrojewski 5. Ponadto piłkarze Chemika zdobyli Puchar Kuriera Szczecińskiego pokonując w finale Pomorzanina Nowogard 7-0.
Kadra piłkarzy Chemika Police przed sezonem: Dygas, Blasius, Kurowski, Mindziul, Oleszek G., Runo, Szmit, Wereszczyński, Zientek, Sładkiewicz, Rembisz, Starczewski, Ginał, Pacholik, Zdrojewski, Nęcki, Sajewicz, Mordal, Szewczyk, Korotkiewicz, Misiło, Wakatinakis, Majda
Kadra piłkarzy Chemika Police na wiosnę 1994:
Bramkarze: Nęcki, Mordal
Obrońcy: Zientek, Sładkiewicz, Pacholik, Kałużny, Blasius, Zdrojewski, Starczewski
Pomocnicy: Oleszek G., Rembisz, Szmit, Wereszczyński, Sajewicz, Wakatinakis
Napastnicy: Mindziul, Kamiński, Ginała, Misiło, Łukomski Krzysztof, Runo Mariusz

### Sezon 1994/95
III liga. Pierwsze miejsce i kolejny awans do II ligi. Drużyna z Polic występuje pod nazwą Chemik Dobex-Heinz. Juniorzy Chemika zdobyli Puchar Głosu Szczecińskiego pokonując Pomorzanina Nowogard 2-0. Trenerem pierwszego zespołu był Mirosław Masicz, jego asystentem Zbigniew Kropidłowski, zaś kierownikiem Drużyny Waldemar Echaust.
Piłkarze którzy wywalczyli awans: Robert Kamiński, Piotr Blasius, Tomasz Zientek, Adam Pacholik, Sylwester Zdrojewski, Andrzej Starczewski, Józef Rembisz, Mariusz Szmit, Andrzej Kamiński, Sebastian Mindziul, Jarosław Ginał, Zbigniew Sładkiewicz, Krzysztof Wereszczyński, Arkadiusz Szewczyk, Zbigniew Skowron, Marek Sajewicz, Piotr Masicz, Paweł Masicz, Piotr Misiło, Przemysław Korotkiewicz, Przemysław Norko, Jarosław Gralewicz, Marcin Kurowski, Grzegorz Oleszek, Mariusz Runo.

### Sezon 1995/96
II liga. 13 pozycja na koniec rozgrywek ligowych. Do najlepszych strzelców drużyny należeli: Blasius 6, Kulbacki, Szmit 4, Skowron, Krusiewicz 3. Drużynę na stanowisku trenera prowadził Mirosław Masicz. Podstawowy cel – utrzymanie się w lidze został osiągnięty.
Kadra piłkarzy Chemika Police przed sezonem 1995/1996:
Bramkarze: Robert Kamiński, Paweł Masicz, Przemysław Norko
Obrońcy i pomocnicy: Tomasz Zientek, Piotr Blasius, Adam Pacholik, Andrzej Starczewski, Mariusz Szmit, Józef Rembisz, Krzysztof Wereszczyński, Zbigniew Sładkiewicz, Marek Woźniak, Jarosław Gralewicz, Sylwester Zdrojewski, Marcin Puc, Edward Cecot, Janis Wakatinakis, Marek Sajewicz, Piotr Masicz, Adam Wera
Napastnicy: Arkadiusz Szewczyk, Zbigniew Skowron, Piotr Misiło, Sebastian Mindziul, Jarosław Ginał
Kadra piłkarzy Chemika Police przed rundą wiosenną:
Bramkarze: Robert Kamiński, Paweł Masicz, Przemysław Norko
Obrońcy: Piotr Blasius, Adam Pacholik, Zbigniew Skowron, Zbigniew Sładkiewicz, Andrzej Starczewski, Sylwester Zdrojewski, Tomasz Zientek, Marcin Puc, Artur Kałużny
Pomocnicy i napastnicy: Sebastian Mindziul, Józef Rembisz, Marek Sajewicz, Arkadiusz Szewczyk, Mariusz Szmit, Adam Kulbacki, Piotr Masicz, Mariusz Runo, Mariusz Raduszewski, Robert Krusiewicz, Jarosław Gralewicz, Marek Woźniak, Paweł Szelachowski

### Sezon 1996/97
II liga. 10 pozycja. Do najlepszych strzelców drużyny należeli: Sapiński 6, Szmit, Blasius 4, Brzozowski, Rembisz 2. Na wiosnę dołączyli do zespołu dwaj zawodnicy z Ukrainy: Władimir Fedoczenko i Andriej Griszczenko.
Kadra piłkarzy Chemika Police przed sezonem 1996/1997:
Bramkarze: Robert Kamiński, Paweł Masicz, Przemysław Norko
Obrońcy: Piotr Blasius, Adam Pacholik, Zbigniew Sładkiewicz, Andrzej Starczewski, Sylwester Zdrojewski, Tomasz Zientek, Artur Kałużny, Jarosław Gralewicz, Marek Woźniak
Pomocnicy i Napastnicy: Józef Rembisz, Sebastian Mindziul, Arkadiusz Szewczyk, Mariusz Szmit, Piotr Masicz, Andrzej Kamiński, Zbigniew Skowron, Krzysztof Wereszczyński, Marcin Kurowski, Dariusz Kęsy, Krzysztof Mikuła, Krzysztof Brożyna, Jacek Bęćkowski, Wiesław Marciński, Marcin Flejter, Marek Sajewicz
Kadra piłkarzy Chemika Police przed rundą wiosenną:
Bramkarze: Paweł Masicz, Przemysław Norko, Łukasz Kopczyński
Obrońcy: Piotr Blasius, Tomasz Oleszek, Marek Walburg, Paweł Fornalik, Zbigniew Sładkiewicz, Andrzej Starczewski, Sylwester Zdrojewski, Tomasz Zientek, Artur Kałużny, Jarosław Gralewicz, Marek Woźniak
Pomocnicy i Napastnicy: Józef Rembisz, Arkadiusz Szewczyk, Mariusz Szmit, Piotr Masicz, Andrzej Kamiński, Krzysztof Wereszczyński, Dariusz Kęsy, Krzysztof Brożyna, Wiesław Marciński, Marcin Flejter, Jarosław Sapiński, Adam Benesz, Tomasz Brzozowski

### Sezon 1997/98
II liga. Przedostatnia pozycja w tabeli (16) i spadek. Do najlepszych strzelców drużyny należeli: Griszczenko, Szmit 3 bramki. Trenerem od początku rundy był Zbigniew Kozłowski, którego na stanowisku trenera zmienił Jerzy Jatczak, Zbigniew Kropidłowski – asystent. Na wiosnę na stanowisku trenera zmienił go Eugeniusz Różański.
Przed rozpoczęciem rozgrywek sezonu z zespołu odeszli: Jarosław Sapiński (główny snajper zespołu), Marek Walburg, Andrzej Starczewski, Sylwester Zdrojewski, Przemysław Norko, Andrzej Kamiński oraz Józef Rembisz i Andriej Griszczenko. Ci dwaj ostatni wrócili wiosną na stadion przy ul. Siedleckiej, ale nie byli już w stanie pomóc w utrzymaniu II ligi.
Zarząd Chemik Sport spółka z o.o.: Arkadiusz Grochulski – prezes, Andrzej Kiezik – wiceprezes, Jerzy Kobylański – wiceprezes, Andrzej Tuchowski – członek zarządu, Leszek Guździoł – członek zarządu.
Kadra zespołu Chemika przed rundą wiosenną:
- bramkarze: Robert Kamiński, Paweł Masicz, Marcin Markiewicz,
- obrońcy: Piotr Blasius, Artur Kałużny, Piotr Rast, Radosław Wiśniewski, Przemysław Ziarek, Tomasz Zientek,
- pomocnicy i napastnicy: Anatol Andruszczenko, Władimir Fedoczenko, Andriej Griszczenko, Maciej Grzegórzek, Marcin Gutkowski, Robert Hirsch, Arkadiusz Jarymowicz, Dariusz Kęsy, Michał Kotula, Piotr Masicz, Mariusz Szmit.

### Sezon 1998/99
III liga. 8 pozycja na koniec rozgrywek.
Kadra Chemika Police przed rundą jesienną:
- bramkarze: Robert Kamiński, Paweł Masicz,
- obrońcy: Artur Kałużny, Tomasz Zientek, Przemysław Ziarek, Adam Werra, Arkadiusz Skórczyński, Marcin Mikołajczyk, Rafał Niezgoda, Szymon Andrzejczak,
- pomocnicy i napastnicy: Józef Rembisz, Mariusz Szmit, Marcin Gutkowski, Piotr Blasius, Marcin Flejter, Andrzej Kamiński, Przemysław Fila, Damian Bitkowski, Piotr Masicz, Jarosław Sapiński, Sebastian Mindziul, Marek Sajewicz, Krystian Weres, Michał Kotula.

Kadra Chemika Police przed rundą wiosenną:
- bramkarze: Robert Kamiński, Marcin Markiewicz, Paweł Masicz,
- obrońcy: Szymon Andrzejczak, Artur Kałużny, Marcin Mikołajczyk, Arkadiusz Skórczyński, Adam Werra, Marek Woźniak, Sylwester Zdrojewski, Przemysław Ziarek, Tomasz Zientek,
- pomocnicy i napastnicy: Przemysław Fila, Damian Bitkowski, Paweł Dzwończyk, Marcin Flejter, Andriej Griszczenko, Andrzej Kamiński, Piotr Masicz, Jarosław Pokora, Józef Rembisz, Jarosław Sapiński, Mariusz Szmit, Piotr Uss.

### Sezon 1999/2000
III liga. Kolejna zmiana nazwy na Pomerania Police. 2. miejsce na koniec sezonu. Udane występy Pomeranii w Pucharze Polski, gdzie odpadli dopiero w 1/4 finału po dwumeczu z Polonią Warszawa.
Działacze Klubu: Prezes: Arkadiusz Grochulski, Członek Zarządu: Jerzy Kobylański i Hieronim Michalak, Trener: Zbigniew Mandziejewicz, asystent: Stefan Machaj, Masażysta: Marian Jusza, Kierownik drużyny: Andrzej Stęczniewski
Kadra Pomeranii Police przed rundą wiosenną:
- bramkarze: Marcin Markiewicz, Maciej Łykowski, Paweł Masicz,
- obrońcy: Radosław Wiśniewski, Andriej Danajew, Piotr Blasius, Zbigniew Mandziejewicz, Stefan Machaj, Rafał Naskręt,
- pomocnicy i napastnicy: Arkadiusz Zając, Marek Ufnowski, Marcin Flejter, Piotr Uss, Przemysław Fila, Piotr Masicz, Mariusz Szmit, Józef Rembisz, Andrzej Magowski, Dariusz Marciniak, Grzegorz Kopernicki, Kosmalski Jacek, Lechowicz Jacek, Pikuła Mariusz, Zaporowski Michał.

### Sezon 2000/2001
III liga. Zespół występujący pod nazwą Pomerania Police zajmuje ostatecznie 12 lokatę.

### Sezon 2001/2002
III liga. Kolejna zmiana nazwy. Powstaje Klub Piłkarski Police. 6 pozycja na koniec sezonu. Trenerem zespołu jest Jan Jucha.

### Sezon 2002/2003
III liga. Klub boryka się z olbrzymimi kłopotami finansowymi co odzwierciedla ostatnie miejsce w tabeli i po wielu latach spadek z III ligowych rozgrywek do IV ligi. Do najlepszych strzelców drużyny należeli: Fleiter 9, Górski 3.

### Sezon 2003/2004
IV liga. 8 pozycja na koniec rozgrywek. Do najlepszych strzelców drużyny należeli: Bitkowski 14, Fila, Piotrowski 11, Miśta, Górski, Tuński 5.
Działacze: prezes – Krzysztof Ostrowski, wiceprezes – Waldemar Echaust, kierownik drużyny – Andrzej Stęczniewski, trener – Waldemar Jaskulski
Kadra piłkarzy przed sezonem:
- bramkarze: Paweł Masicz, Marcin Piotrowski, Mateusz Wiśniewski,
- obrońcy: Waldemar Borowski, Jacek Falenta, Łukasz Figiel, Jarosław Gralewicz, Ryszard Jarzyna,
- pomocnicy: Tomasz Białas, Piotr Boboń, Artur Echaust, Piotr Masicz, Marcin Miśta, Rafał Piotrowski, Józef Rembisz, Krzysztof Ruciński, Marcin Starczewski, Piotr Śnieg,
- napastnicy: Damian Bitkowski, Przemysław Fila, Damian Górski, Łukasz Tuński, Łukasz Wronka.

### Sezon 2004/2005
IV liga. Powrót na III ligowe boiska. Do najlepszych strzelców drużyny należeli: Gunia 25, Kinczel 11, Bitkowski, Tuński 8.

### Sezon 2005/2006
III liga. 10 pozycja na koniec sezonu gwarantująca pozostanie w gronie III ligowców. Do najlepszych strzelców drużyny należeli: Górski 7, Echaust, Gunia, Sylwesiuk 5.
Od czerwca 2006 obowiązki Prezesa Klubu pełni Wojciech Królak.

### Sezon 2006/2007
III liga. 16 – ostatnia pozycja w tabeli końcowej rozgrywek. Zespół prowadzi duet trenerski Józef Rembisz – Janis Wakatinakis, zmieniony w trakcie sezonu (17 kwietnia) przez Jan Kępa. Zmiana nie przynosi oczekiwanego efektu. Po zakończeniu sezonu Kępa rezygnuje z prowadzenia drużyny. Przed degradacją broni zespół wycofanie się z przyszłorocznych rozgrywek rezerw Lecha Poznań i Amiki Wronki oraz ogłoszenie upadłości przez Kanię Gostyń. Do najlepszych strzelców drużyny należeli: Ciołek Przemysław (9), Bejnierowicz (6) i Miśta (4).
Kadra zespołu KP przed rundą jesienną:
- bramkarze: Marcin Gumowski, Mateusz Wiśniewski,
- obrońcy: Artur Brzeziński, Dawid Chwałek, Michał Maśniak, Adam Stachowicz, Jakub Szałek, Tomasz Zientek,
- pomocnicy: Piotr Blasius, Przemysław Ciołek, Piotr Dutkiewicz, Artur Echaust, Marcin Miśta, Adrian Skrętny, Tomasz Staszewski, Krzysztof Stefaniak, Mariusz Szmit, Łukasz Tuński,
- napastnicy: Piotr Duraj, Damian Górski, Robert Sylwesiuk, Patryk Bejnierowicz.

Kadra zespołu KP przed rundą wiosenną:
- bramkarze: Marcin Gumowski, Mateusz Wiśniewski,
- obrońcy: Kamil Bieniek, Michał Maśniak, Adam Stachowicz, Jakub Szałek, Michał Szałek, Tomasz Zientek, Michał Bukowski, Dawid Kamrowski,
- pomocnicy: Łukasz Borger, Artur Echaust, Marcin Echaust, Marcin Miśta, Tomasz Staszewski, Krzysztof Stefaniak, Mariusz Szmit, Łukasz Tuński, Tomasz Wawrzyniak, Sylwester Zdrojewski,
- napastnicy: Przemysław Ciołek, Piotr Duraj, Damian Górski, Robert Sylwesiuk.

Zimą, 17 stycznia 2007 Prezes Królak ustępuje ze stanowiska, zaś tymczasowym Prezesem zostaje Maciej Dolak. Po zakończeniu rozgrywek 11 czerwca 2007 w klubie zostaje zwołane Walne Zgromadzenie Członków Klubu Piłkarskiego Police w trakcie którego wybrano nowe władze Klubu. Nowym Prezesem został związany od kilkunastu lat z polickim klubem Waldemar Echaust.

### Sezon 2007/2008
III liga. Przed sezonem zespół obejmuje Marek Czerniawski. Na finiszu rozgrywek zespół zajmuje 8. miejsce w tabeli grupy i przez kilka tygodni po zakończeniu sezonu oczekuje na ostateczne decyzje określające w której lidze będzie występował w nowym sezonie. Ostatecznie Departament Rozgrywek i Licencji PZPN przyznaje Chemikowi prawo do gry w zreformowanej II lidze. Reforma ligi po zakończeniu sezonu 2007/08 polegała na zmianie nazewnictwa lig oraz połączeniu grup III ligi. Grupa 2 i 3 po połączeniu utworzyły zachodnią grupę II ligi, zaś grupa 1 i 4 grupę wschodnią. Główną przyczyną opóźnień w ustalaniu składu poszczególnych lig były karne degradacje za korupcję oraz zamieszanie z przyznawaniem licencji na prawo do gry w Ekstraklasie i I lidze.
W czerwcu 2008 roku zwołano Nadzwyczajne Walne Zgromadzenie Członków Klubu. Walne podjęło decyzję o zmianie nazwy klubu z Klub Piłkarski Police na Klub Piłkarski Chemik Police. Zmiana podyktowana była chęcią powrotu w rocznicę 40-lecia klubu do historycznej, zakorzenionej w regionie nazwy.
Kadra KP Police przed rundą jesienną:
- bramkarze: Marcin Gumowski, Mateusz Wiśniewski,
- obrońcy: Łukasz Tuński, Adam Stachowicz, Artur Brzeziński, Dawid Kamrowski, Michał Szałek,
- pomocnicy: Artur Echaust, Piotr Klęczar, Artur Pachulski, Krzysztof Stefaniak, Mariusz Szmit, Kamil Wronka, Leszek Muskała, Traore Aboubakar Bouba,
- napastnicy: Rafał Komar, Przemysław Ciołek, Damian Górski, Robert Sylwesiuk, Marcin Wydurski, Dawid Toboła.

Kadra przed rundą wiosenną:
- bramkarze: Marcin Gumowski, Marcin Ochal,
- obrońcy: Łukasz Tuński, Artur Brzeziński, Dawid Kamrowski, Michał Szałek, Traore Aboubakar Bouba, Kamil Sobczak,
- pomocnicy: Artur Echaust, Artur Pachulski, Krzysztof Stefaniak, Mariusz Szmit, Kamil Wronka, Leszek Muskała, Jarosław Jóźwiak, Rafał Krzyżanowski,
- napastnicy: Rafał Komar, Przemysław Ciołek, Mateusz Jakuszczonek.

### Lata 2008-2016
W wyniku reorganizacji rozgrywek w 2008 roku, Chemik występował w sezonie 2008/2009 w II lidze, grupie zachodniej. Klub z Polic uzyskał 28 punktów i zajął 17. (spadkowe) miejsce w końcowej tabeli. Pomimo wycofania z rozgrywek po zakończeniu sezonu Kotwicy Kołobrzeg (6. drużyny grupy zachodniej II ligi) i Odry Opole (spadkowicza z I ligi), władze klubu postanowiły z powodów finansowych zrezygnować z zajęcia zwolnionego miejsca, co oznaczało ostateczne przystąpienie do rozgrywek III ligi w następnym sezonie. W nim Chemik zajął 12. pozycję z dorobkiem 37 punktów. Identyczny rezultat drużyna osiągnęła w sezonie 2010/2011. Na półmetku rozgrywek doszło do zmiany trenera. Michała Zygonia zastąpił Mariusz Szmit. Zespół zajmował wtedy 15. (przedostatnie) miejsce. Sezon 2011/2012 to poprawa pozycji w tabeli i zajęcia 8. miejsca. W sezonie 2012/2013 Chemik zakończył rozgrywki III ligi na 11. miejscu, ex aequo z rezerwami Pogoni Szczecin. Chemik zdobył 38 punktów – o dwa więcej, niż wymagane było do utrzymania w lidze. W następnym sezonie klub był bliski spadku do IV ligi. Początkowo Chemik zajął 13., spadkowe miejsce, jednak z powodu wycofania się Pomorza Potęgowo z rozgrywek, klub z Polic uzyskał prawo do gry na IV szczeblu w następnym sezonie. Doszło do zmiany prezesa: Krzysztofa Borgera zastąpił we wrześniu 2013 roku Tomasz Zając. Po utrzymaniu klub zaliczył pozytywny następny sezon. Przed startem sezonu doszło do zmiany trenera. Po 4 latach Mariusza Szmita zastąpił w lipcu 2014 roku Andrzej Tychowski. Drużyna pod jego wodzą zakończyła sezon na 5. miejscu z dorobkiem 50 punktów, tracąc 18 do pierwszego Gryfa Wejherowo. Był to tylko jednak jednorazowy wynik, ponieważ sezon 2015/2016 zakończył się wycofaniem drużyny z rozgrywek po rundzie jesiennej, w związku z czym Chemik został sklasyfikowany na ostatnim (szesnastym) miejscu.

### Lata 2016-2022
Drużyna Chemika przystąpiła do rozgrywek szczecińskiej grupy ligi okręgowej (szósty poziom ligowy). Zakończyła sezon na trzecim miejscu zdobywając 69 punktów – tyle samo, co druga Rega Trzebiatów. Jednakże mając gorszy bilans bezpośrednich meczów, Chemik do IV ligi nie awansował. W następnym sezonie drużyna zwyciężyła w klasyfikacji szczecińskiej ligi okręgowej, wygrywając 28 z 30 meczów, remisując dwa i nie odnotowując ani jednej porażki (86 punktów, bilans bramkowy 141:6). Wraz z rezerwami Błękitnych Stargard zespół awansował na piąty poziom rozgrywkowy. Sezon 2018/2019 dla Chemika, który występował w zachodniopomorskiej IV lidze, zakończył się drugim awansem z rzędu. Chemik w rozgrywkach III ligi zajął 11. miejsce (sezon zostaje zakończony po 18 kolejkach ze względu na pandemię). W następnym sezonie drużyna z Polic zajęła 21. miejsce i spadła do IV ligi. Po spadku Chemik w rozgrywkach IV ligi zajął 7. miejsce.